# Under the Top
Under the Top er en amerikansk stumfilm fra 1919 af Donald Crisp.

## Medvirkende
- Fred Stone som Jimmie Jones
- Ella Hall som Pansy O'Neill
- Lester Le May som Terry O'Neill
- Sylvia Ashton som Lotta Crust
- James Cruze som 'Foxy' Stillmore